# Bps
A bps az angol „bit per second” rövidítése, jelentése bit/s, azaz a másodpercenként átvitt bitek száma. Az adatátviteli sebesség, az adatátviteli teljesítmény és a csatornakapacitás egysége, amely megadja, hogy adott feltételek mellett egy csatornán másodpercenként hány bit információ kerül átvitelre, illetve vihető át;  1 kbit/mp=1000 bit/mp, 1 Mbit/mp=1 000 000 bit/mp